# Neil Buchanan
Pour les articles homonymes, voir Buchanan.
Neil Buchanan est un artiste, acteur, producteur et présentateur de télévision britannique, né le 11 octobre 1958 à Liverpool.
Il est principalement connu comme fondateur et guitariste du groupe de heavy metal britannique Marseille et comme présentateur et producteur de l'émission de télévision pour la jeunesse Art Attack,.